# Raphael Claus
Raphael Claus (* 6. září 1979) je brazilský fotbalový rozhodčí. Byl nominován jako jeden z hlavních rozhodčích na Mistrovství světa ve fotbale 2022 v Kataru.

## Profesionální rozhodčí
Raphael Claus je v současné době člen Federação Paulista de Futebol a od začátku roku 2015 je uveden v tabulce FIFA. Rozhodoval v několika mezinárodních soutěžích, jako je Copa América 2021 a Mistrovství světa ve fotbale do 20 let 2019.

## Soudcovaná utkaní na MS 2022
| Fáze               | Datum              | Tým 1  | Skóre | Tým 2 |         |   |
| ------------------ | ------------------ | ------ | ----- | ----- | ------- | - |
| Základní skupina B | 21. listopadu 2022 | Anglie | 6 : 2 | Írán  | 2 (0+2) | 0 |